# Ним (биљка)
Ним (лат. Azadirachta indica) биљна је врста из породице Meliaceae. Природно станиште му је Индијски потконтинент, а може се наћи и у Африци и Ирану.

## Опис
Може достићи висину до 20 метара. Бели и мирисни цветови распоређени су у опуштене пазушне метлице и достижу до 25 цм. Цвасти носе од 250 до 300 цветова.